# Lars Trozelius
Lars Trozelius, född 10 maj 1714 i Lofta socken, död 26 december 1800 i Östra Hargs socken, han var en svensk kyrkoherde i Östra Hargs församling. 

## Biografi
Lars Trozelius föddes 10 maj 1714 i Lofta socken. Han var son till kyrkoherden därstädes. Trozelius studerade i Västervik och Linköping. Han blev 1734 student vid Uppsala universitet och 1739 i Lunds universitet. Trozelius blev 1741 magister och prästvigdes 11 november 1744. Han studerade utomlands i Greifswald, Halle, Rostock och Berlin mellan 1745 och 1746. År 1750 blev han komminister i Motala församling och 24 oktober 1763 kyrkoherde i Östra Hargs församling. Trozelius blev 20 april 1787 prost. Han avled 26 december 1800 i Östra Hargs socken och begravdes i Östra Hargs kyrkas sakristia. Till minne av Trozelius murades en gravvård i röd kalksten på sakristians vägg. Den flyttades 1885 till vapenhuset.

### Familj
Trozelius gifte sig 28 september 1752 med Catharina Elisabeth Stenhammar (1755–1829). Hon var dotter till kyrkoherden i Ekebyborna socken. De fick tillsammans barnen Nils, Anna Helena (1760–1766) och Bengt (1769–1770).